# Cristina Bucșa
Cristina Bucșa, née le 1er janvier 1998, est une joueuse espagnole de tennis.

## Carrière professionnelle
Cristina Bucșa a débuté sur le circuit professionnel en 2015.
Elle gagne son premier titre en double en catégorie WTA 125 en décembre 2022 lors du tournoi d'Andorre.
Elle obtient en janvier 2023 son premier titre en double en catégorie WTA 250 lors du tournoi de Lyon avec la Néerlandaise Bibiane Schoofs.

## Palmarès

### Titres en double dames
| No | Date       | Nom et lieu du tournoi                                  | Catégorie | Dotation    | Surface      | Partenaire          | Finalistes                         | Score             |          |
| -- | ---------- | ------------------------------------------------------- | --------- | ----------- | ------------ | ------------------- | ---------------------------------- | ----------------- | -------- |
| 1  | 30-01-2023 | Open 6e sens Lyon                                       | WTA 250   | 259 303 $   | Dur (int.)   | Bibiane Schoofs     | Olga Danilović Alexandra Panova    | 7-65, 6-3         | Parcours |
| 2  | 01-04-2024 | Copa Colsanitas Zurich Bogota                           | WTA 250   | 267 082 $   | Terre (ext.) | Kamilla Rakhimova   | Anna Bondár Irina Khromacheva      | 7-65, 3-6, [10-8] | Parcours |
| 3  | 23-04-2024 | Mutua Madrid Open Madrid                                | WTA 1000  | 8 770 480 $ | Terre (ext.) | S. Sorribes Tormo   | Barbora Krejčíková Laura Siegemund | 6-0, 6-2          | Parcours |
| 4  | 19-05-2024 | Internationaux de Strasbourg Strasbourg                 | WTA 500   | 922 573 $   | Terre (ext.) | Monica Niculescu    | Asia Muhammad Aldila Sutjiadi      | 3-6, 6-4, [10-6]  | Parcours |
| 5  | 18-08-2024 | Tennis in the Land powered by Rocket Mortgage Cleveland | WTA 250   | 267 082 $   | Dur (ext.)   | Xu Yifan            | Shuko Aoyama Eri Hozumi            | 3-6, 6-3, [10-6]  | Parcours |
| 6  | 31-03-2025 | Copa Colsanitas Zurich Bogota                           | WTA 250   | 275 094 $   | Terre (ext.) | Sara Sorribes Tormo | Irina Maria Bara Laura Pigossi     | 5-7, 6-2, [10-5]  | Parcours |

### Finales en double dames
| No | Date       | Nom et lieu du tournoi               | Catégorie | Dotation    | Surface    | Vainqueures                     | Partenaire        | Score             |          |
| -- | ---------- | ------------------------------------ | --------- | ----------- | ---------- | ------------------------------- | ----------------- | ----------------- | -------- |
| 1  | 12-09-2022 | Zavarovalnica Sava Portorož Portorož | WTA 250   | 251 750 $   | Dur (ext.) | Marta Kostyuk Tereza Martincová | Tereza Mihalíková | 6-4, 6-0          | Parcours |
| 2  | 14-10-2024 | Kinoshita Group Japan Open Osaka     | WTA 250   | 267 082 $   | Dur (ext.) | Ena Shibahara Laura Siegemund   | Monica Niculescu  | 3-6, 6-2, [10-2]  | Parcours |
| 3  | 18-03-2025 | Miami Open presented by Itaú Miami   | WTA 1000  | 8 963 700 $ | Dur (ext.) | Mirra Andreeva Diana Shnaider   | Miyu Kato         | 6-3, 65-7, [10-2] | Parcours |

### Titre en simple en WTA 125
| No | Date       | Nom et lieu du tournoi       | Catégorie | Dotation  | Surface    | Finaliste      | Score         |          |
| -- | ---------- | ---------------------------- | --------- | --------- | ---------- | -------------- | ------------- | -------- |
| 1  | 11-12-2023 | Open BLS de Limoges, Limoges | WTA 125   | 115 000 $ | Dur (int.) | Elsa Jacquemot | 2-6, 6-1, 6-2 | Parcours |

### Titres en double en WTA 125
| No | Date       | Nom et lieu du tournoi                 | Catégorie | Dotation  | Surface      | Partenaire         | Finalistes                           | Score            |          |
| -- | ---------- | -------------------------------------- | --------- | --------- | ------------ | ------------------ | ------------------------------------ | ---------------- | -------- |
| 1  | 28-11-2022 | Crèdit Andorrà Open Andorre-la-Vieille | WTA 125   | 115 000 $ | Dur (int.)   | Weronika Falkowska | Angelina Gabueva Anastasia Zakharova | 7-64, 6-1        | Parcours |
| 2  | 10-07-2023 | Grand Est Open 88 Contrexéville        | WTA 125   | 115 000 $ | Terre (ext.) | Alena Fomina       | Amina Anshba Anastasia Dețiuc        | 4-6, 6-3, [10-7] | Parcours |
| 3  | 04-12-2023 | Open Angers Arena Loire Angers         | WTA 125   | 115 000 $ | Dur (int.)   | Monica Niculescu   | Anna Danilina Alexandra Panova       | 6-1, 6-3         | Parcours |
| 4  | 11-12-2023 | Open BLS de Limoges Limoges            | WTA 125   | 115 000 $ | Dur (int.)   | Yana Sizikova      | Oksana Kalashnikova Maia Lumsden     | 6-4, 6-1         | Parcours |
| 5  | 02-06-2025 | Lexus Birmingham Open Birmingham       | WTA 125   | 115 000 $ | Gazon (ext.) | Destanee Aiava     | Alicia Barnett Elixane Lechemia      | 6-4, 6-2         | Parcours |

### Finales en double en WTA 125
| No | Date       | Nom et lieu du tournoi       | Catégorie | Dotation  | Surface    | Vainqueures                      | Partenaire            | Score             |          |
| -- | ---------- | ---------------------------- | --------- | --------- | ---------- | -------------------------------- | --------------------- | ----------------- | -------- |
| 1  | 02-08-2021 | Thoreau Tennis Open Concord  | WTA 125   | 115 000 $ | Dur (ext.) | Peangtarn Plipuech Jessy Rompies | Usue Maitane Arconada | 3-6, 7-65, [10-8] | Parcours |
| 2  | 21-08-2023 | Chicago Women's Open Chicago | WTA 125   | 125 000 $ | Dur (ext.) | Ulrikke Eikeri Ingrid Neel       | Alexandra Panova      | Forfait           | Parcours |

## Parcours en Grand Chelem

### En simple dames
| Année | Open d'Australie | Open d'Australie    | Internationaux de France | Internationaux de France | Wimbledon      | Wimbledon              | US Open         | US Open             |
| ----- | ---------------- | ------------------- | ------------------------ | ------------------------ | -------------- | ---------------------- | --------------- | ------------------- |
| 2019  | —                | —                   | —                        | —                        | Q2             | Samantha Murray        | Q1              | Katharina Hobgarski |
| 2020  | Q1               | Nicole Gibbs        | Q1                       | Rebecca Šramková         | Annulé         | Annulé                 | —               | —                   |
| 2021  | Q1               | Sachia Vickery      | Q1                       | Katarina Zavatska        | Q3             | Olga Govortsova        | 1er tour (1/64) | Jil Teichmann       |
| 2022  | 1er tour (1/64)  | Alison Van Uytvanck | 1er tour (1/64)          | Beatriz Haddad Maia      | Q2             | Danielle Lao           | 2e tour (1/32)  | Danielle Collins    |
| 2023  | 3e tour (1/16)   | Iga Świątek         | 1er tour (1/64)          | Iga Świątek              | 2e tour (1/32) | Jessica Pegula         | 1er tour (1/64) | Petra Kvitová       |
| 2024  | 1er tour (1/64)  | Anna Blinkova       | 2e tour (1/32)           | Elisabetta Cocciaretto   | 2e tour (1/32) | Jéssica Bouzas Maneiro | 1er tour (1/64) | Sara Errani         |
| 2025  | 2e tour (1/32)   | Leylah Fernandez    | 1er tour (1/64)          | Mirra Andreeva           | 3e tour (1/16) | Solana Sierra          |                 |                     |

N.B. : à droite du résultat se trouve le nom de l'ultime adversaire.

### En double dames
| 2023 | 2e tour (1/16) M. Ninomiya \|\| style="text-align:left;" \| Chan H.-c. Yang Z.        | 1er tour (1/32) A. Rosolska \|\| style="text-align:left;" \| D. Krawczyk D. Schuurs     | 1er tour (1/32) M. Ninomiya \|\| style="text-align:left;" \| V. Azarenka B. Haddad Maia | 2e tour (1/16) A. Panova \|\| style="text-align:left;" \| C. Gauff J. Pegula         |  |
| 2024 | 1/4 de finale A. Panova \|\| style="text-align:left;" \| G. Dabrowski E. Routliffe    | 3e tour (1/8) M. Niculescu \|\| style="text-align:left;" \| E. Navarro D. Shnaider      | 2e tour (1/16) N. Hibino \|\| style="text-align:left;" \| Chan H.-c. V. Kudermetova     | 1er tour (1/32) Xu Y. \|\| style="text-align:left;" \| M. Andreeva A. Pavlyuchenkova |  |
| 2025 | 1er tour (1/32) Y. Sizikova \|\| style="text-align:left;" \| J. Cristian C. Rosatello | 1er tour (1/32) A. Moratelli \|\| style="text-align:left;" \| E. Alexandrova P. Stearns | 1er tour (1/32) M. Kato \|\| style="text-align:left;" \| S. Errani J. Paolini           |                                                                                      |  |

N.B. : le nom de la partenaire se trouve sous le résultat ; les noms des ultimes adversaires se trouvent à droite.

### En double mixte
| 2024 | —                                                                                  | —                                                                             | 1er tour (1/16) A. Molteni \|\| style="text-align:left;" \| L. Kichenok M. Pavić      | 2e tour (1/8) F. Martin \|\| style="text-align:left;" \| D. Krawczyk N. Skupski | 2e tour (1/8) J. Vliegen \|\| style="text-align:left;" \| A. Danilina H. Heliövaara |
| 2025 | 1er tour (1/16) J. Vliegen \|\| style="text-align:left;" \| A. Panova L. Glasspool | 2e tour (1/8) R. Matos \|\| style="text-align:left;" \| G. Olmos L. Glasspool | 1er tour (1/16) M. González \|\| style="text-align:left;" \| Hsieh S.-w. J. Zieliński | —                                                                               | —                                                                                   |

N.B. : le nom du partenaire se trouve sous le résultat ; les noms des ultimes adversaires se trouvent à droite.

## Parcours en WTA 1000
Les tournois WTA « Premier Mandatory » et « Premier 5 » (entre 2009 et 2020) et WTA 1000 (à partir de 2021) constituent les catégories d'épreuves les plus prestigieuses, après les quatre levées du Grand Chelem. 

De 2009 à 2023, les tournois Premier Mandatory (dits tournois WTA 1000 obligatoires entre 2021 et 2023) regroupent Indian Wells, Miami, Madrid et Pékin, les autres constituant les tournois Premier 5 (tournois WTA 1000 non-obligatoires). À partir de 2024, le nombre de tournois WTA 1000 passe à 10 par saison (fin de l’alternance Doha / Dubaï), ces derniers devenant tous obligatoires et offrant tous 1000 points à la vainqueure (contre 900 points précédemment pour les tournois Premier 5).

### En simple dames
| Année |       |                           |                              |                             |                               |                               |                              |                                |                         |                          |  |                              |
| Doha  | Dubaï | Indian Wells              | Miami                        | Madrid                      | Rome                          | Canada                        | Cincinnati                   | Pékin                          |                         | Wuhan                    |  |                              |
| Doha  | Dubaï | Indian Wells              | Miami                        | Madrid                      | Rome                          | Canada                        | Cincinnati                   | Pékin                          | Guadalajara             |                          |  |                              |
| Doha  | Dubaï | Indian Wells              | Miami                        | Madrid                      | Rome                          | Canada                        | Cincinnati                   | Pékin                          |                         |                          |  |                              |
| 2022  |       |                           | WTA 500                      |                             |                               |                               |                              | 1er tour (1/32) Z. Shuai       |                         | Hors calendrier          |  |                              |
| 2023  |       | WTA 500                   |                              | 2e tour (1/32) C. Gauff     |                               | 1er tour (1/64) R. Masarova   | 1er tour (1/64) S. Kenin     | 1er tour (1/32) P. Martić      |                         |                          |  | 2e tour (1/16) C. Giorgi     |
| 2024  |       |                           | 2e tour (1/16) A. Kalinskaya | 1er tour (1/64) C. Dolehide | 1er tour (1/64) Y. Putintseva | 2e tour (1/32) D. Kasatkina   | 1er tour (1/64) E. Avanesyan | 1er tour (1/32) Yuan Y.        |                         | 4e tour (1/8) K. Muchová |  | 1er tour (1/32) A. Anisimova |
| 2025  |       | 2e tour (1/16) E. Mertens |                              |                             |                               | 2e tour (1/32) V. Kudermetova |                              | 1er tour (1/64) V. Kudermetova | 1er tour (1/64) Yuan Y. |                          |  |                              |

Sous le résultat, l’ultime adversaire.
1. 1 2   Les tournois de Doha et Dubaï alternent le statut de tournoi WTA 1000 (ex Premier 5) entre 2009 et 2023 : les trois premières éditions ont lieu à Dubaï, les trois suivantes à Doha, puis Dubaï accueille le tournoi de cette catégorie les années impaires et Dubaï les années paires. De 2011 à 2023, la ville qui n’accueille pas de WTA 1000 organise à la place un tournoi WTA 500 (ex Premier).
2. 1 2 3 4 5 6 7   L’ordre de déroulement des tournois a évolué depuis 2009 : Rome se dispute avant Madrid et Cincinnati avant Montréal/Toronto jusqu’en 2010, tandis que Tokyo (2009-2013)-Wuhan (2014-2019, 2024-)-Guadalajara (2022-2023) ont lieu avant Pékin jusqu’en 2023.
3. ↑  Le 1er décembre 2021, le président de la WTA, Steve Simon, annonce que tous les tournois prévus en Chine et à Hong Kong sont suspendus à partir de 2022, en raison de préoccupations concernant la sécurité et le bien-être de la joueuse de tennis chinoise Peng Shuai après ses allégations de relations sexuelles non-consenties avec Zhang Gaoli, membre de haut rang du Parti communiste chinois. Le tournoi de Pékin revient en 2023. Le tournoi de Guadalajara remplace celui de Wuhan pendant deux ans, ce dernier réapparaissant en 2024.

## Parcours aux Jeux olympiques

### En simple dames
| # | Date       | Nom de l'olympiade         | Surface             | Résultat       | Ultime adversaire | Score     |          |
| - | ---------- | -------------------------- | ------------------- | -------------- | ----------------- | --------- | -------- |
| 1 | 27/07/2024 | Olympic Tennis Event Paris | Terre battue (ext.) | 2e tour (1/16) | Leylah Fernandez  | 7-64, 6-3 | Parcours |

### En double dames
| # | Date       | Nom de l'olympiade         | Surface             | Résultat | Partenaire          | Ultimes adversaires            | Score    |          |
| - | ---------- | -------------------------- | ------------------- | -------- | ------------------- | ------------------------------ | -------- | -------- |
| 1 | 27/07/2024 | Olympic Tennis Event Paris | Terre battue (ext.) | Bronze   | Sara Sorribes Tormo | Karolína Muchová Linda Nosková | 6-2, 6-2 | Parcours |

## Classements en fin de saison
| Année          | 2013 | 2014 | 2015 | 2016 | 2017 | 2018 | 2019 | 2020 | 2021 | 2022 | 2023 | 2024 |
| Rang en simple | 1203 | 1192 | 757  | 799  | 415  | 346  | 169  | 161  | 159  | 107  | 83   | 71   |
| Rang en double | –    | –    | 1167 | 1278 | 284  | 172  | 251  | 270  | 242  | 151  | 66   | 19   |

Source : (en) Classements de Cristina Bucșa sur le site officiel de la Fédération internationale de tennis